# Laccophilus decoratus
Laccophilus decoratus är en skalbaggsart som beskrevs av Karl Henrik Boheman 1858. Laccophilus decoratus ingår i släktet Laccophilus och familjen dykare. Inga underarter finns listade i Catalogue of Life.